# 트위크넘 스툽

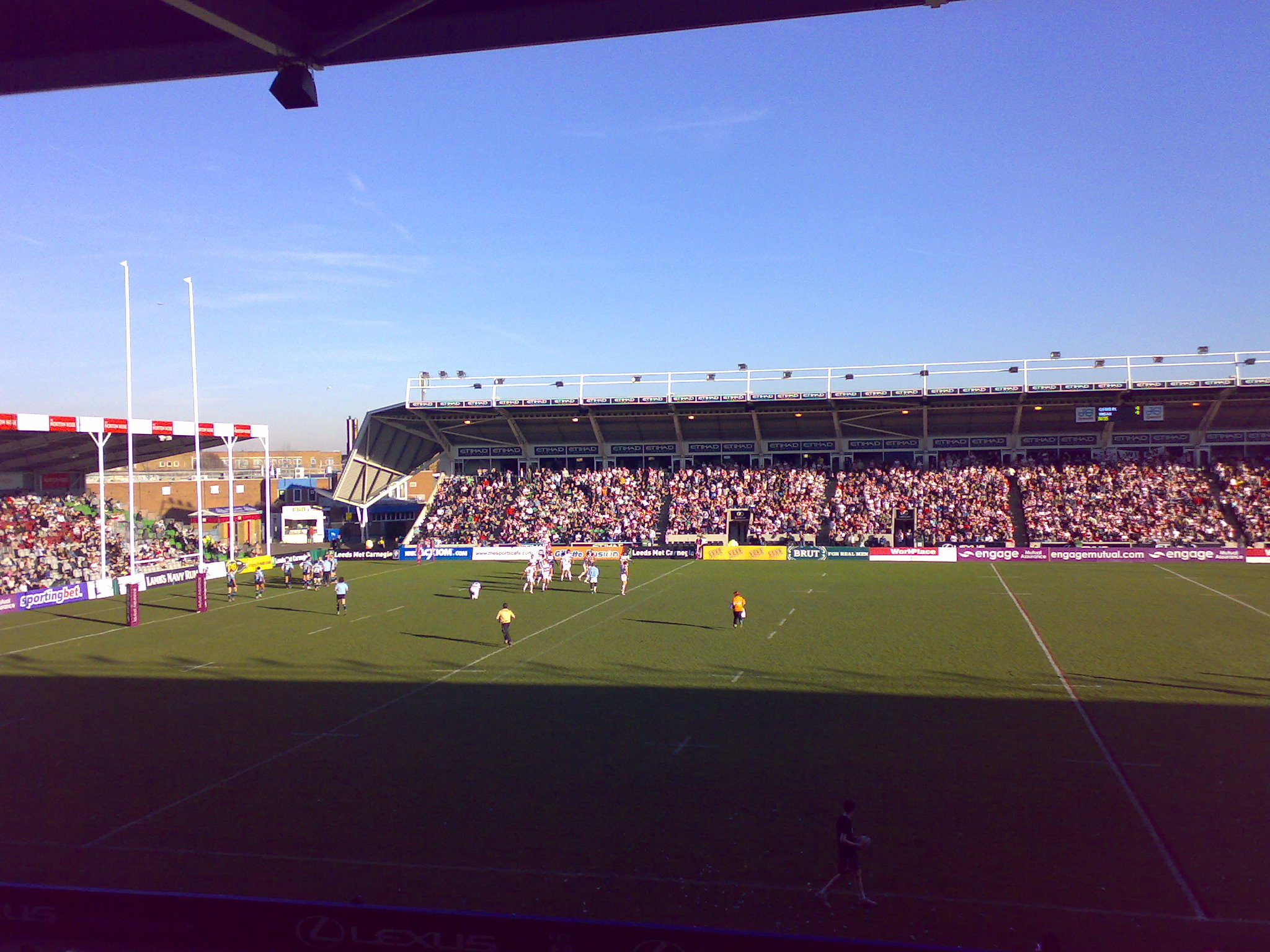
트위크넘 스툽

트위크넘 스툽(영어: Twickenham Stoop)은 영국 런던에 있는 럭비 경기장이다. 1963년 세워진 이 경기장은 아비바 프리미어십의 할리퀸스 풋볼 클럽과 슈퍼리그의 런던 브롱코스가 홈 구장으로 사용하고 있다. 수용 인원은 14,816명이다.

## 역사

### 건립
1963년, 할리퀸스는 RFU 그라운드 맞은편에 부지를 확보하고 연습 경기장을 짓게 된다. 이 경기장은 정식 구장이 되면서 할리퀸스의 프랜차이즈 스타 애드리안 스툽의 이름을 딴 더 스툽 메모리얼 그라운드, 줄여서 더 스툽로 불리게 된다.

## 같이 보기
- 트위크넘 스타디움